# L'Amant (roman)
Pour les articles homonymes, voir L'Amant.
L'Amant est une autofiction française — un roman en partie autobiographique — de Marguerite Duras, publiée en 1984 aux Éditions de minuit. Il valut à son autrice le prix Goncourt la même année et le prix Ritz-Paris-Hemingway (meilleur roman publié en anglais) deux ans plus tard.

## Historique de la publication du roman
Le roman (qui devait initialement s'intituler La Photo absolue), dès sa sortie, devient un événement dans le milieu littéraire. L'Amant reçoit le prix Goncourt en novembre 1984 —au troisième tour de scrutin par six voix contre trois à L'Été 36 de Bertrand Poirot-Delpech et une voix à Le Diable en tête de Bernard-Henri Lévy —, soit trente-quatre ans après l'élimination et les critiques de son roman, Un barrage contre le Pacifique, ce dont elle avait souffert et qui l'avait un temps poussée à refuser le prix.
L'Amant connait un important succès de librairie avec plus de 250 000 exemplaires vendus avant l'obtention du prix Goncourt, puis un total de 1,63 million d'exemplaires grand format dans les mois qui suivent la distinction, faisant du roman l'un des plus vendus de l'histoire des prix Goncourt.

## Résumé
Récit de son enfance et de son adolescence en Indochine française, ce roman aux traits autobiographiques est l'essai d'une analyse de soi-même. Le récit est marqué par deux événements majeurs : la traversée du Mékong pour aller à Saïgon où se trouve l'école de la jeune fille ainsi que son séjour là-bas. Pendant son séjour en Indochine, elle tombe amoureuse d'un riche Chinois et vit son premier amour. D'autres sujets qui se mélangent au récit de cette relation amoureuse sont les relations difficiles entre la jeune fille et sa mère, et avec son frère aîné que sa mère a toujours préféré. La rupture de la digue qui menace la maison de la famille près du Mékong est un autre événement important dans le récit. Mais le point capital du roman est l'amour fou entre la jeune fille de 15 ans et le Chinois de Cholen qui a douze ans de plus qu'elle. Son départ, pour retourner en France, est financé par le Chinois que, du bateau qui l’emmène, elle continue de regarder jusqu'à ce qu'elle ne distingue plus le port. La fin du récit se termine par l'appel téléphonique qu'il lui passe, des années plus tard.

## Lien avec la vie de la romancière
Duras n'a jamais révélé le nom de son amant chinois, mais lors du tournage du film L'Amant (sorti en 1992), elle a admis que l’histoire de l'héroïne s’inspirait de la sienne à la fin des années 1920 ou au début des années 1930. La dernière nouvelle qu'elle a apprise à son sujet était qu'il avait émigré aux États-Unis après la fondation de la république populaire de Chine (1949) et qu'il était mort pendant le tournage du film.

## Adaptations

### Cinéma
Le roman a été adapté au cinéma par Jean-Jacques Annaud en 1992 : L'Amant. Cette adaptation cinématographique n'a pas plu à Marguerite Duras. C'est en partie pour cette raison, qu'elle a décidé de réécrire l'histoire dans un autre roman appelé, L'Amant de la Chine du Nord, sorti en 1991. Dans ce roman elle donne alors de nombreuses indications qui pourraient être adaptées en film.

### Bande dessinée
L'Amant est adapté et dessiné par Kan Takahama, dans une bande dessinée éditée par Rue de Sèvres, en janvier 2020. La mangaka est allée au Vietnam sur les traces de la romancière pour construire son récit et prendre des photographies sur place.